# Tobosi
Tobosi es el tercer distrito del cantón de El Guarco, en la provincia de Cartago, de Costa Rica.

## Toponimia
Es mencionado muchas veces como San Juan de Tobosi, debido a que San Juan Evangelista es su patrón tutelar.

## Historia
Tobosi es uno de los pueblos más antiguos del país. En el ilegal reparto de indígenas efectuado en 1569 por el gobernador Pero Afán de Ribera y Gómez, los habitantes de Tobosi fueron dados en encomienda a Juan de Cárdenas, alguacil del cabildo de Cartago y alguacil en la expedición de Afán de Ribera a la Tierra Adentro. Para esa época, la población de Tobosi se calculaba en cien personas, aunque otras interpretaciones [¿quién?] sugieren que se trataba de cien familias.
Tobosi fue establecido como reducción por las autoridades españolas y los frailes franciscanos alrededor de 1575. Hasta 1826 su población fue exclusivamente indígena (de la etnia huetar), pero debido a su vecindad con la ciudad de Cartago sus habitantes fueron utilizados frecuentemente como mano de obra forzosa o semiforzosa en provecho de la población española y perdieron rápidamente su idioma, traje y costumbres.
Durante la dominación española el pueblo contó con su propio cabildo o municipalidad, que fue suprimido en 1836 por el gobierno de Braulio Carrillo Colina. Como otras comunidades indígenas del Valle Central de Costa Rica, la población perdió además sus tierras comunales, que fueron confiscadas y vendidas en pública subasta.

## Ubicación
El asentamiento está situado a unos 6 km al sudoeste de la ciudad de Cartago, en el Valle del Guarco.

## Geografía
Tobosi cuenta con un área de 20,06 km² y una altitud media de 1380 m s. n. m.

## Demografía
Para el año 2022, Tobosi cuenta con una población estimada de 7645 habitantes, y para el último censo efectuado, en 2011, Tobosi contaba con una población de 6569 habitantes.

## Localidades
- Poblados: Achiotillo, Barrancas (parte), Bodocal, Garita (parte), Purires (parte), Tablón.

## Economía
Las principales actividades económicas son la agricultura, la ganadería y algunas artesanías de canastos y cordelería.

## Transporte

### Carreteras
Al distrito lo atraviesan las siguientes rutas nacionales de carretera:
- Ruta nacional 228